# Deutscher Tag

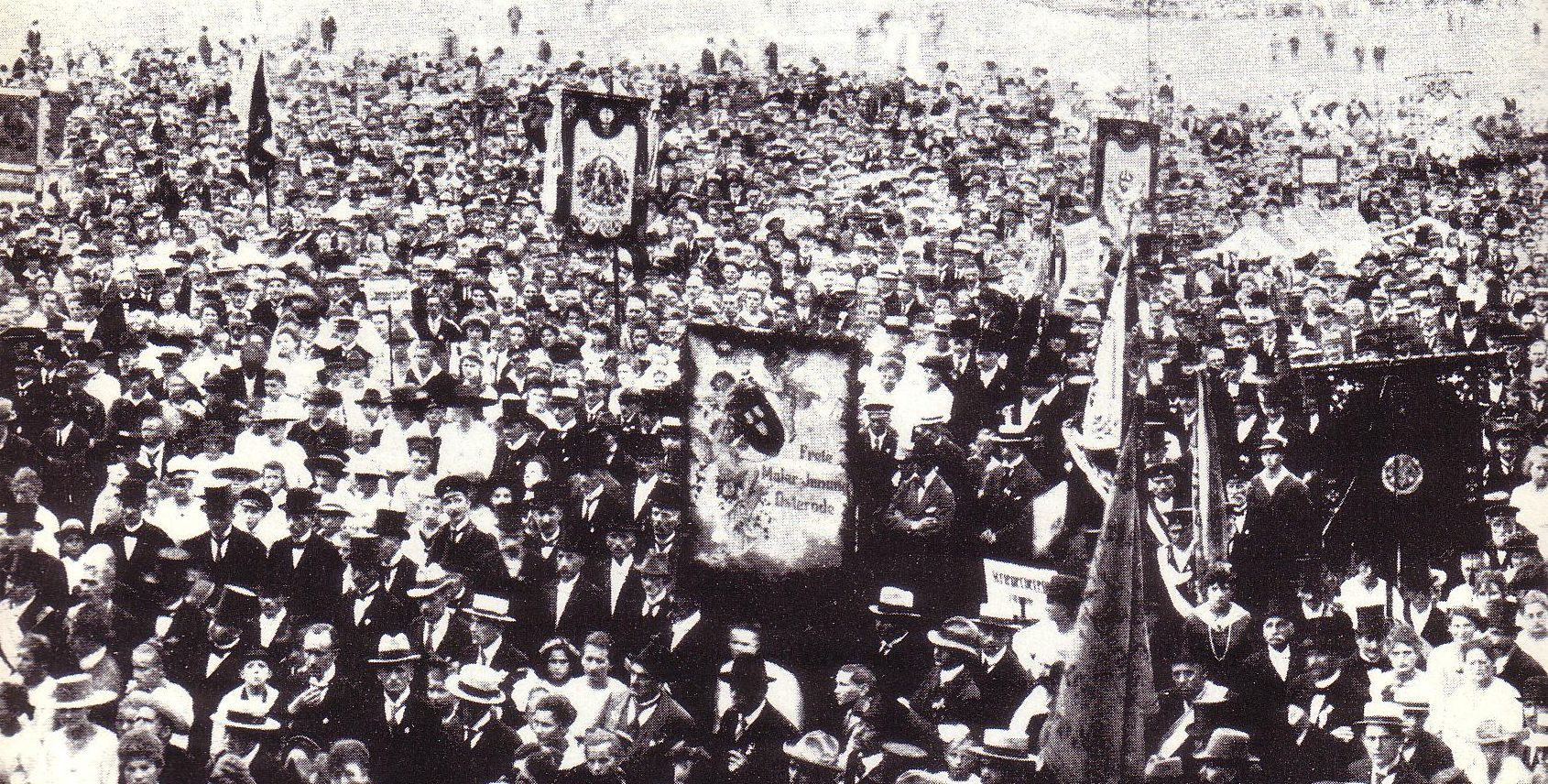
Deutscher Tag in Osterode in Ostpreußen (1920)

Im engeren Sinn waren die Deutschen Tage jährliche Großveranstaltungen von 1920 bis 1922 in der Weimarer Republik, die hauptsächlich vom Deutschvölkischen Schutz- und Trutzbund ausgerichtet wurden. In einem weiteren Sinn sind auch andere so bezeichnete Veranstaltungen verschiedener völkischer, nationalistischer oder paramilitärischer Verbände in den 1920ern gemeint, die in Kontinuität zu den Schutz-und-Trutzbündnis-Veranstaltungen standen. Darüber hinaus gab und gibt es auch Deutsche Tage als Veranstaltungen von Auslandsdeutschen.
Am bekanntesten wurde der Deutsche Tag in Coburg, der am Wochenende des 14. und 15. Oktobers 1922 stattfand: Hier hatte die Sturmabteilung (SA) der Nationalsozialistischen Deutschen Arbeiterpartei (NSDAP) ihren ersten öffentlichen Massenauftritt und lieferte sich in der sozialistischen (später nationalsozialistischen) Hochburg Straßenschlachten mit linken Gegnern. Später wurden diese Ereignisse in der NS-Propaganda zum schicksalshaften Meilenstein der sogenannten Kampfzeit der Nationalsozialisten verklärt.

## Eisenach 1913
Der erste Vorläufer der späteren Deutschen Tage des Schutz- und Trutzbundes war der Deutsche Tag, der am 5. Oktober 1913 in Eisenach stattfand. Ziel dieser von Wilhelm Schäfer-Karlshorst und Adolf Bartels (der sich später der Gesamtorganisation des Deutschen Tages als Obmann für die Abteilung „Deutsches Schrifttum“ zur Verfügung stellte) organisierten Versammlung war die „Durchführung einer umfassenden Organisation der völkischen Arbeit“. Bedingung der Teilnahme war die Abgabe eines „Blutsbekenntnisses“.
Obwohl in Eisenach ein „Mahnruf an das deutsche Volk!“ erlassen wurde und es zur Gründung einer Deutschvölkischen Vereinigung als Dachverband mit Hauptsitz in Berlin kam, der zahlreiche Verbände beitraten, blieb diese praktisch ohne längerfristige Folgen. In seiner Eigenschaft als Mitglied des alldeutschen „Judenausschusses“ forderte Alfred Roth dessen Mitglieder am 25. November 1918 mit einer Eingabe (Titel: „Gedanken zur Judenfrage“) dazu auf, an die Erfahrungen der Eisenacher Tagung anzuknüpfen und eine völkische Zentralorganisation zu schaffen. Dennoch äußerte sich Roth rückblickend 1922 zum Eisenacher Deutschen Tag, dieser sei ausgegangen „wie’s Hornberger Schießen“, wofür er die „Unklarheit der Ziele“ und eine mangelnde Beteiligung „führender Persönlichkeiten“ verantwortlich machte.

## Deutschvölkischer Schutz- und Trutzbund
Ursprünglich sollte der Deutsche Tag in der Weimarer Republik eine gemeinsame Organisation des Agitationsverbandes Deutschvölkischer Schutz- und Trutzbund und des Forums völkischer Führer Gemeinschaft deutschvölkischer Bünde als auf Rassentheorien basierende „Kammer für deutsches Volkstum“ und „Lebensfragen des deutschen Volkes“ werden, kam aber dahingehend über Ansätze nicht hinaus. So fungierte der Deutsche Tag beginnend mit seinem ersten Stattfinden in Weimar als Vertretertagung des Deutschvölkischen Schutz- und Trutzbundes sowie als Gesamttagung der Gemeinschaft deutschvölkischer Bünde.
Darüber hinaus hatten die Deutschen Tage des Schutz- und Trutzbundes auch die Funktion feierlicher und würdevoller Demonstrationen völkischer und nationaler Gesinnung, zu dem sich Tausende von Teilnehmern aus allen Teilen des Deutschen Reichs versammelten. Zum Repertoire in diesem Sinne gehörten unter anderem Gottesdienste, Theaterspiele, Rezitationsabende, Reden, Aufmärsche und Fahnenweihen.

### Weimar 1920
Beim Deutschen Tag, der in Weimar vom 1. bis zum 3. Oktober 1920 stattfand, blieben die Völkischen weitgehend unter sich und klärten organisatorische Fragen. So traten die Gauleiter des Schutz- und Trutzbundes geschlossen in dessen bis dato eher elitären, aber unbedeutenden Beirat ein, der fortan zusammen mit dem Bundesvorstand des Schutz- und Trutzbundes dessen Gesamtvorstand bildete. Hierdurch sollte eine stärkere Anbindung der regionalen Gaue an die Bundesleitung gewährleistet werden, die nunmehr durch den Beirat zu Vorstandssitzungen gerufen wurden. Die Bundesleitung verzichtete darüber hinaus zugunsten der Gaue und Ortsgruppen fortan auf die zentrale Einziehung der Mitgliedsbeiträge. Des Weiteren wurde festgesetzt, dass alle Mitglieder von der Bundesleitung durch die Bundesleitung mit den Deutschvölkischen Blättern beliefert werden sollten.
Ein weiteres Thema, das auf der Weimarer Tagung zur Sprache kam, waren die Attacken aus den Reihen des Berliner Deutschvölkischen Arbeitsrings. Deren Vorsitzender Bernhard Koerner sowie der Hauptgeschäftsführer Major a. D. Voigt hatten gegen die Führung des Schutz- und Trutzbundes, Roth und Hertzberg, den Vorwurf erhoben, freimaurerisch-jesuitisch beeinflusst zu sein, weswegen sich der Gesamtvorstand des Schutz- und Trutzbundes veranlasst sah, in Weimar eine öffentliche Erklärung abzugeben, dass sich keines der Vorstandsmitglieder auf diese Weise beeinflusst fühle und ebenfalls keines Mitglied in einer Loge sei. Hierdurch konnte sich die Bundesleitung gegenüber den bayerischen Vertretern, allen voran Gauleiter Ernst Mik aus Nürnberg, behaupten, die in ihren Sezessionsbestrebungen auf die Attacken des Arbeitsringes aufgebaut hatten.
Weitere Themen in Weimar waren die „Brechung der Zinsknechtschaft“, von der Karl Maerz durchsetzen konnte, dass sie hier zur allgemeinen Forderung des Schutz- und Trutzbundes erhoben wurde, sowie „Deutschvölkische Kulturpolitik“ (Vortrag von Thomas Westerich). Friedrich Andersen, der im Deutschen Tag als Organisation als Sachverständiger für „Deutsche Religion“ fungierte, trug deutschvölkische Predigten vor.

### Bremen 1921

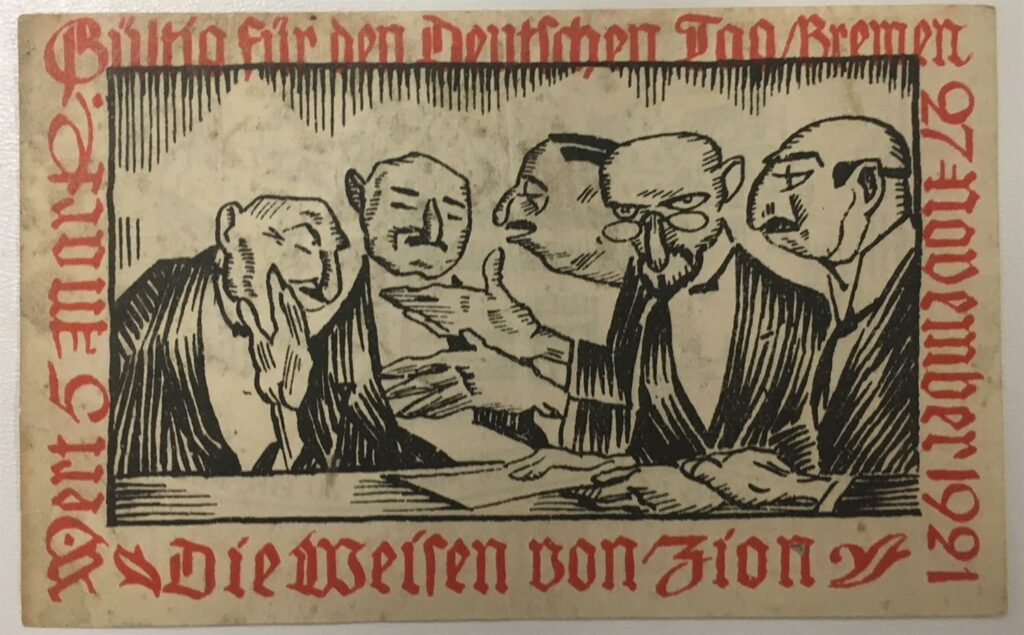
Zum „Deutschen Tag“ 1921 ausgegebenes Notgeld des „Deutschvölkischen Schutz- und Trutzbundes“

In Bremen fand am 27. November 1921 ein „Deutscher Tag“ statt, organisiert vermutlich von Richard Rüthnick und seinem im Februar 1920 gebildeten Gau Nordwestdeutschland des Bundes. Illustrationen und Umschriften des aus diesem Anlass herausgegebenen Notgeldes weisen darauf hin, dass bei dieser Veranstaltung antisemitische Hasskampagnen im Fokus standen.

### Detmold 1921
Der Deutsche Tag in Detmold (14. bis 17. Oktober 1921) war wiederum eine größtenteils interne Angelegenheit der Völkischen. Ein Hauptthema war die finanzielle Misslage, in der der Schutz- und Trutzbund sich durch unterschlagene bzw. nicht überführte Mitgliedsbeiträge aus mehreren Gauen und Ortsgruppen schon seit Frühjahr befand. Zur Abhilfe wurde in Detmold beschlossen, die Mitgliedsbeiträge ab 1922 wieder über die Hauptgeschäftsstelle in Hamburg einzuziehen, darüber hinaus wurden Aufnahmegebühren und Mitgliedsbeiträge erhöht.
Artur Dinter hielt eine Rede vor dem Hermannsdenkmal ⊙. Darin griff er den Friedensvertrag von Versailles, die Alliierten und die „Erfüllungspolitik“ an und führte aus:

„Wir werden jetzt nicht eher ruhen, als bis Oberschlesien ganz und ungeteilt wieder beim deutschen Reiche ist. Wir werden nicht eher ruhen, als bis Posen, Danzig, Schleswig-Holstein, Elsaß-Lothringen und das Saargebiet wieder deutsch sind! Wir werden nicht eher ruhen, als bis der letzte schwarze Halunke aus dem Rheinland wieder verschwunden und bis der ganze Rhein wieder frei und deutsch ist! Wir werden nicht eher ruhen, als bis der letzte Franzose jeden Quadratmeter deutschen Grund und Bodens geräumt hat! Keinen Pfennig zahlen wir mehr für den Versailler Lügenvertrag! Sie sollen sich ihre Goldmilliarden selber holen kommen! Wir werden ihnen antworten mit allen Mitteln, mit denen ein zu Tode gequältes waffenloses, aber nicht ehrenloses großes Volk nur antworten kann! […] Unüberwindlich sind wir, wenn wir einig sind, auch ohne Waffen! … Hier zu den Füßen Hermanns des Befreiers schwört: ‚Lever dod as Slav!‘“

Zwar war Adolf Hitler, der schon öfter auf Versammlungen des Schutz- und Trutzbundes als Redner hervorgetreten war, bereits zur Detmolder Tagung vom Schriftführer des Schutz-und-Trutzbund-Gaues Niedersachsen Gustav Seifert eingeladen worden, hatte aber die Einladung genauso abgelehnt wie die Vorstellung, andere NSDAP-Politiker zu entsenden. Seifert, der gleichzeitig an der Spitze der NSDAP-Ortsgruppe in Hannover stand, war dann seinerseits auf dem Deutschen Tag in Detmold gegen „die Lauheit und Gleichgültigkeit der Schutzbund-Anhänger“ aufgetreten, wozu er von Hitler nachträglich ermuntert worden war:

„Es sollte uns freuen, wenn auf dieser Tagung der radikale Flügel zum Durchbruch käme.“

### Coburg 1922

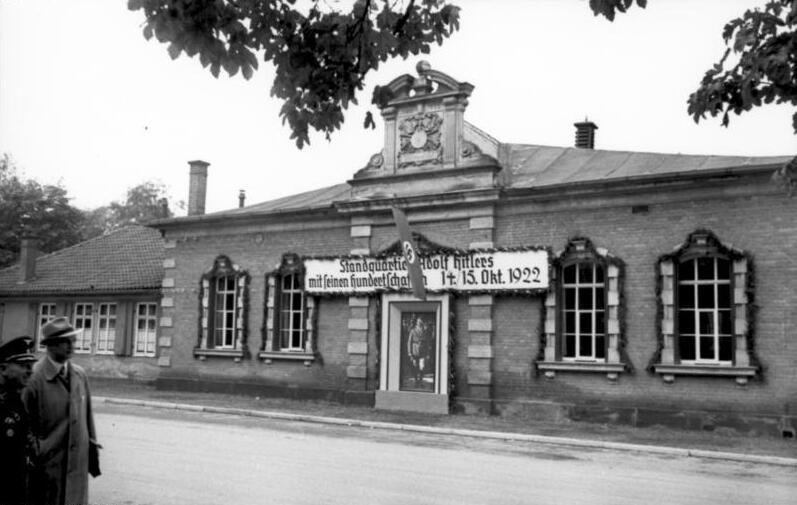
Ortsgruppenfeier Coburg vom 14. bis 15. Oktober 1937, Altes Schützenhaus in der Schützenstraße, ehemaliges Standortquartier der Nationalsozialisten am 14. und 15. Oktober 1922

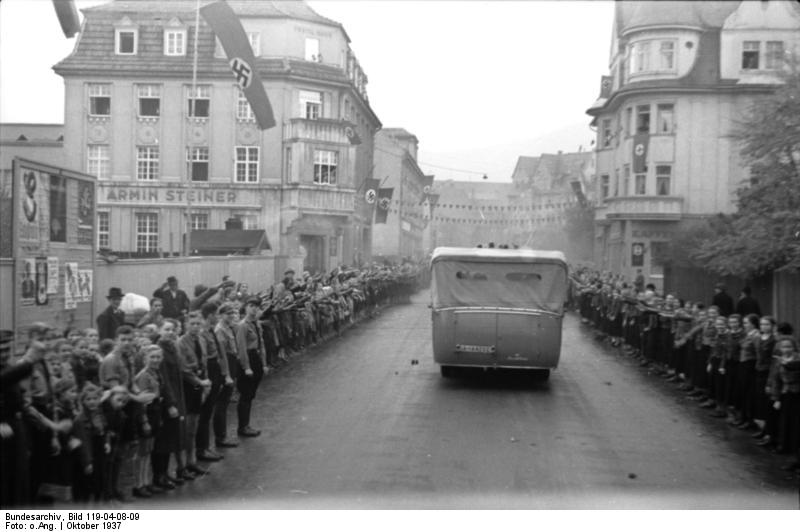
NSDAP-Ortsgruppenfeier Coburg vom 14. bis 15. Oktober 1937, Wagenkolonne der „Alten Kämpfer“ in Sonneberg

Der Deutsche Tag in Coburg vom 14. bis 15. Oktober 1922 bedeutete einerseits einen propagandistischen Erfolg für die Völkischen, andererseits markierte er auch das Ende des Schutz- und Trutzbundes als dominante Organisation in diesem politischen Lager Deutschlands; diese Rolle übernahm fortan die NSDAP (und in geringerem Maße die Deutschvölkische Freiheitspartei).
In der Folge der Ermordung Walther Rathenaus am 24. Juni war der Schutz- und Trutzbund zu diesem Zeitpunkt bereits in den meisten Ländern des Deutschen Reichs unter Anwendung der Republikschutzgesetze verboten worden. Der Protest gegen die Verbote war ein Hauptthema der Veranstaltung, die von den bayerischen Verbänden des Schutz- und Trutzbundes unter der Leitung des Gauleiters für Nordbayern Hans Dietrich (in Bayern blieb der Schutz- und Trutzbund legal, da sich der Freistaat geweigert hatte, die Republikschutzgesetze anzuwenden) in Zusammenarbeit mit der von Roth geleiteten Gemeinschaft deutschvölkischer Bünde ausgerichtet worden war und zu der etwa viertausend Teilnehmer, darunter gesellschaftliche Größen wie Carl Eduard von Sachsen-Coburg und Gotha, erschienen.

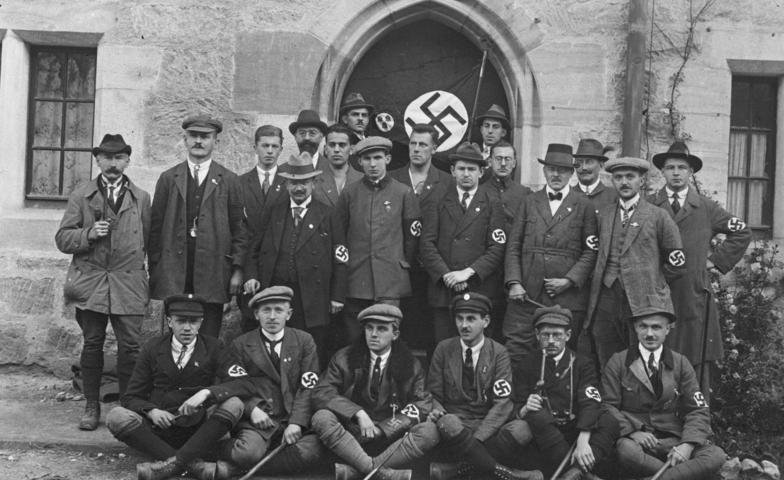
Posierende Delegation der NSDAP mit Hakenkreuz-Armbinden am Deutschen Tag in Coburg auf der Veste, ganz links mit Pfeife und Hut Oskar Körner, 2. Vorsitzender der NSDAP, der beim Hitlerputsch starb.

Die NSDAP erschien auf dem Deutschen Tag in Coburg mit Adolf Hitler, der Parteileitung und einem mehrere hundert Männer umfassenden Trupp der SA. Die Einladung erging von der noch amtierenden Führung des Schutz- und Trutzbundes, um deren eigenen Mitgliedern zu zeigen, „wie man Stoßtrupps aufzieht und durch eigene Kraft den Mob im Zaume hält“, so Hertzberg später. Diese Einladung, vermittelt durch Max Amann, hatte ursprünglich nur „einigen Herren“ gegolten, war aber durch Dietrich erweitert worden, bei dem die NSDAP-Führung durch Amann nach Massenrabatt für den Fall des Eintreffens von 600 Mann angefragt hatte. Dietrich sagte unter der Bedingung zu, dass Hitler persönlich anreise. Tatsächlich traf Hitler dann mit einem Sonderzug mit circa 650 SA-Männern, einer Musikkapelle und engerer Begleitung ein; darunter Dietrich Eckart, Hermann Esser, Anton Drexler, Christian Weber, Ulrich Graf, Alfred Rosenberg, Kurt Lüdecke, Rudolf Jung, Ulrich Klintzsch und, in Nürnberg hinzugestiegen, Julius Streicher.
Schon kurz nach dem Eintreffen der Nationalsozialisten kam es in Coburg zu handgreiflichen Zusammenstößen mit Gegendemonstranten aus dem Coburger Arbeitermilieu und dem umliegenden Industriegebiet sowie aus Südthüringen, die sich an beiden Tagen und in der Nacht fortsetzten. Es kam zu mehreren Verletzten auf beiden Seiten und auch unter der Polizei (bestehend aus Coburger Stadtpolizei und Bayerischer Landespolizei), die im Hinblick auf den sogenannten Coburger Blutsonnabend vom 3. September 1921 eher zögerlich agierte. Insgesamt dominierte die SA den Deutschen Tag, u. a. mit Saalschutz für den Veranstaltungsort Hofbräuhaus und einem Marsch auf die Veste Coburg, den Hitler dem angekündigten Programm entgegen eigenmächtig vorgezogen hatte.
Der Deutsche Tag in Coburg, der später in die nationalsozialistische Hagiographie in Anlehnung auf den ebenfalls im Oktober 1922 stattgefundenen „Marsch auf Rom“ der italienischen Faschisten als „Marsch auf Coburg“ einging, war in vielerlei Hinsicht bedeutsam für die NSDAP: Sie trat erstmals außerhalb Münchens massiv in Nordbayern auf, gewann sowohl reichsweit wie sogar im Ausland Aufmerksamkeit in der Presse, konnte mit der SA paramilitärische und – bedingt durch die Duldung der Nationalsozialisten seitens der offiziellen Stellen, die die Linken für die Ausschreitungen verantwortlich machten – auch politische Stärke demonstrieren und in der Folge viele neue Mitglieder aus dem völkischen Lager verzeichnen. So trat Julius Streicher von der Deutschsozialistischen Partei zur NSDAP über und gründete am 20. Oktober die Nürnberger Ortsgruppe. In Coburg selbst, bis zum Ende des NS-Staates nationalsozialistischer Wallfahrtsort, wurde am 14. Januar 1923 die Coburger NSDAP-Ortsgruppe gegründet. Roth vermerkte für den Schutz- und Trutzbund, allerdings zu spät, dass es gut wäre „wenn wir eine Art Faszistenbewegung aufbauen könnten, die insbesondere entschlossen ist, der Gewalt durch Gewalt zu begegnen. Wie heilsam das wirkt, hat Coburg gelehrt, und wir sollten auf diesem Wege fortschreiten“.
Hitler schrieb über die Ereignisse in Coburg später ausführlich in Mein Kampf, wobei er sich eng an die Darstellung Rosenbergs im Völkischen Beobachter vom 18. Oktober 1922 gehalten hatte, und hob die Bedeutung als Triumph gegen die Linke sowie als geschichtlichen Meilenstein hervor:

„Die Bedeutung dieses Tages konnte in seinen Folgen zunächst gar nicht voll eingeschätzt werden. Nicht nur, daß die sieghafte S.A. in ihrem Selbstvertrauen und im Glauben an die Richtigkeit ihrer Führung außerordentlich gehoben wurde, begann auch die Umwelt sich mit uns eingehender zu beschäftigen, und viele erkannten zum ersten Male in der nationalsozialistischen Bewegung die Institution, die aller Wahrscheinlichkeit nach dereinst berufen sein würde, dem marxistischen Wahnsinn ein entsprechendes Ende zu bereiten. […] Die Erfahrungen von Koburg hatten aber noch weiter die Bedeutung, daß wir nun daran gingen, planmäßig in allen Orten, in denen der rote Terror seit vielen Jahren jede Versammlung Andersdenkender verhindert hatte, diesen zu brechen und die Versammlungsfreiheit herzustellen. Ab jetzt wurden immer wieder nationalsozialistische Bataillone in solchen Orten zusammengezogen, und allmählich fiel in Bayern eine rote Hochburg nach der anderen der nationalsozialistischen Propaganda zum Opfer. Die S.A. hatte sich immer mehr in ihre Aufgabe hineingewachsen, und sie war damit von dem Charakter einer sinnlosen und lebensunwichtigen Wehrbewegung immer weiter weggerückt und zu einer lebendigen Kampforganisation für die Errichtung eines neuen deutschen Staates emporgestiegen.“

Speziell für die SA waren die Folgen die Einführung einer einheitlichen Uniform mit Skimütze und Windjacke sowie ein massenhafter Eintritt neuer Mitglieder, der sich in der Anwesenheit von über 5.000 SA-Mitgliedern auf dem ersten Parteitag in München am 27. Januar 1923 äußerte.
Im Bayerischen Landtag waren die Ereignisse in Coburg Anlass für eine ausgedehnte Debatte am 21. und 22. November, die durch eine Interpellation der SPD angestoßen wurde und in der Franz Klingler gegen die Regierung heftige Vorwürfe verfocht, die Franz Schweyer zurückwies. Auch offizielle Stellen des Reichs, wie das Reichsinnenministerium und der Reichskommissar für Überwachung der öffentlichen Ordnung interessierten sich für die Vorgänge in Coburg. Ein Bericht aus der Münchener Post und ein Anonym-Bericht an den Reichskommissar waren im Freistaat Preußen Basis einer der Punkte zur Begründung des NSDAP-Verbots, das am 15. November von Carl Severing erlassen wurde.
Zum zehnten Jahrestag des Deutschen Tages von Coburg wurde von Hitler 1932 das Koburger Ehrenzeichen gestiftet, das an damalige Teilnehmer verliehen wurde und in der Hierarchie der nationalsozialistischen Abzeichen gleich nach dem Blutorden rangierte.

## 1923
Nachdem die Verbote des Schutz- und Trutzbundes Anfang 1923 durch den Staatsgerichtshof bestätigt worden waren, übernahmen andere Kräfte die Ausrichtung weiterer Deutscher Tage. Diese standen im völkischen und nationalistischen Lager unter dem Eindruck der französischen und belgischen Ruhrbesetzung, so dass es insbesondere die paramilitärischen Wehrverbände waren, die 1923 auf mehreren Deutschen Tagen ihre Macht demonstrieren – insbesondere in der Ordnungszelle Bayern, hier u. a. in Marktbreit bereits Mitte April, Neustadt an der Aisch vom 4. bis 5. August (mit etwa 20.000 Teilnehmern, darunter Julius Streicher, und Auftritt Adolf Hitlers am 5. August mit einer etwa einstündigen Rede), Nürnberg vom 1. bis 2. September, in Hof am 16. September, in Bayreuth am 30. September und in Bamberg am 5. bis 7. Oktober 1923.
Roth, der sich völlig mit dem Rest der Bundesleitung des Schutz- und Trutzbundes überworfen hatte, versuchte auf eigene Faust einen Deutschen Tag in Hameln zu organisieren, den er für den 5. bis 7. Oktober 1923 ankündigte, aber damit scheiterte: Der Oberpräsident der Provinz Hannover Gustav Noske machte Roth schriftlich klar, dass dieser mit einem Verbot der Veranstaltung rechnen müsste.

### Nürnberg

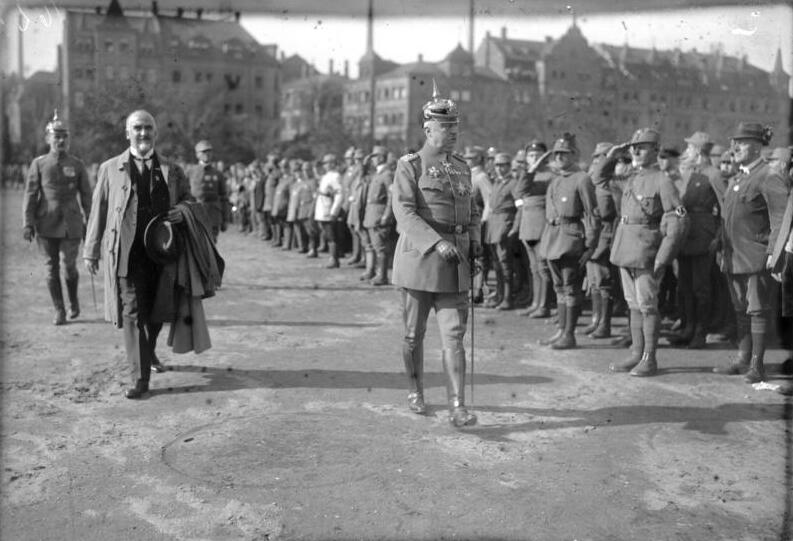
Ludendorff beim Abschreiten einer Ehrenformation aus Nationalsozialisten

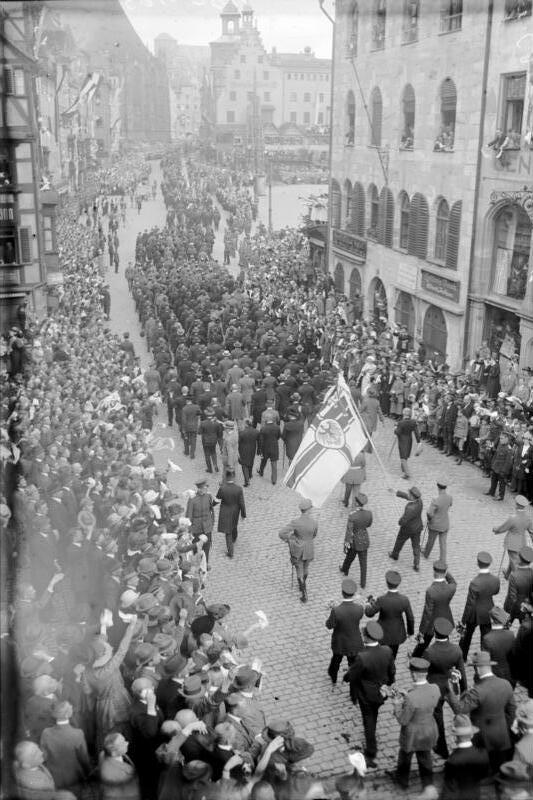
Umzug durch die Straßen Nürnbergs am 2. September

Der Deutsche Tag in Nürnberg am 1. und 2. September 1923 war einer der letzten großen „Heerschau“ der völkischen Wehrverbände. Anlass sollte eine Sedanfeier sein, zu der mehrere zehntausend Angehörige der Vaterländischen Kampfverbände aufmarschierten, angeführt von Hitler, Adolf Heiß, Friedrich Weber, Otto Pittinger und Streicher. Zu den Ehrengästen gehörten u. a. Ludwig Ferdinand von Bayern, Erich Ludendorff, Christian Roth, Theodor Fritsch, Johannes Reinmöller, Reinhard Scheer und Carl Eduard von Sachsen-Coburg und Gotha. Nach Polizeiangaben nahmen ungefähr 100.000 Menschen teil.
Neben den Wehrverbänden (darunter SA, Reichsflagge, Bund Wiking, Bund Oberland und der Bund Bayern und Reich) marschierten auch die Landespolizei, der Pfälzer Treubund, studentische Korporationen und Jugendorganisationen auf. Neben einer Parade auf dem Hauptmarkt kam es zu einer Heerschau auf dem Luitpoldhain.
Eines der wichtigsten Ergebnisse des Deutschen Tages in Nürnberg war die Bildung des Deutschen Kampfbundes aus SA (Hermann Göring), Reichsflagge (Hauptmann Adolf Heiß) und Bund Oberland (Friedrich Weber), als dessen militärischer Führer Hermann Kriebel bestimmt wurde. Geschäftsführer wurde Max Erwin von Scheubner-Richter; die politische Leitung wurde am 25. September 1923 von Hitler übernommen. Der Deutsche Kampfbund war wenige Monate später Träger des Hitlerputsches, nach dessen Scheitern er und seine Unterorganisationen verboten wurden.
Auch in Nürnberg kam es gewalttätigen Auseinandersetzungen, so wurden z. B. Arbeiter, die dem Kampfbund angehörten, von ihren Kollegen verprügelt. Der Nürnberger Polizeichef Heinrich Gareis schützte während der Veranstaltung die Rechten. Von Anfang an hatten Völkische und Nationalsozialisten erkennen lassen, dass die Zeichen auf Bürgerkrieg bzw. Nationale Revolution standen. So verkündete Wilhelm Holzwarth in Scheinfeld einige Tage zuvor, man beabsichtige, die Regierung an sich zu reißen.

### Bayreuth

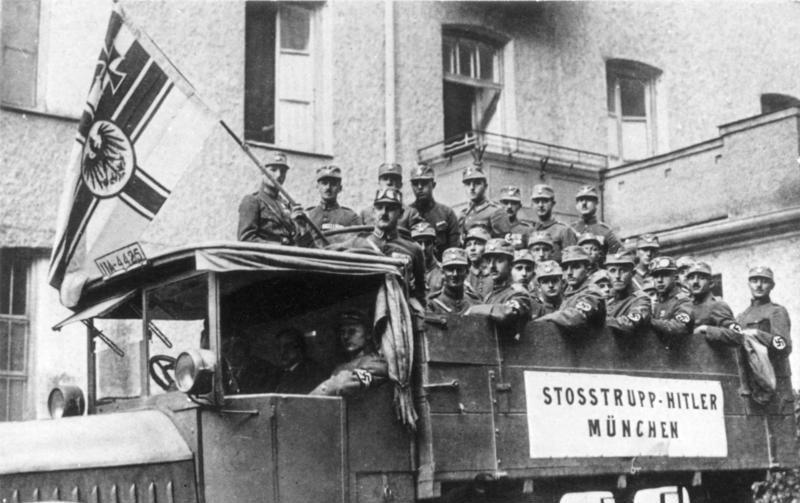
SA-Angehörige mit kaiserlicher Reichskriegsflagge auf einem LKW beim Deutschen Tag in Bayreuth

Der Deutsche Tag in Bayreuth am 30. September 1923 war von der dortigen Ortsgruppe der NSDAP, die im Januar 1923 gegründet worden war, organisiert. Die Erlaubnis zur Durchführung wurde trotz einer Anordnung Gustav von Kahrs vom 27. September, offene und öffentliche politische Zusammenkünfte zu verbieten, erteilt. Hauptakteur der Veranstaltung war Adolf Hitler, unter den illustren Gästen befanden sich u. a. Oberbürgermeister Albert Preu und andere Bayreuther Lokalpolitiker sowie Siegfried und Winifred Wagner.
Eingeleitet wurde der Deutsche Tag mit einem evangelischen Feldgottesdienst sowie einem Militärgebet und Fahnenweihen auf der Leopoldhöhe vor den Toren der Stadt. Der von mehreren tausenden Zuschauern beobachtete Festzug im Zentrum Bayreuths wurde u. a. durch eine Kapelle der Reichswehr eröffnet – entgegen dem Befehl von Reichswehrminister Otto Geßler, der Beteiligungen von Reichswehreinheiten an politischen Veranstaltungen untersagt hatte. Nach mehreren Stationen gedachte man an der Spitalkirche unter Glockengeläut den Opfern des Weltkriegs. Schließlich endete die Parade vor dem Neuen Schloss, wo General Wilhelm von Waldenfels sie abnahm und sich die Führer der Verbände versammelt hatten.
Insgesamt verlief der Deutsche Tag, an dem, je nach Quelle, zwischen 5.200 und 10.000 Menschen teilgenommen hatten, weitgehend frei von gewalttätigen Zwischenfällen. Der Regierungspräsident Oberfrankens, Otto von Strößenreuther, hatte große Sympathie für die Veranstaltung gezeigt und wurde dafür in der Berichterstattung vom Völkischen Beobachter gelobt.
Bedeutender als in seinem Aspekt als Massenveranstaltung war der Deutsche Tag in Bayreuth durch das erstmalige persönliche Treffen Hitlers mit der Familie Wagner. Der Kontakt war über die Klavierfabrikanten Helene und Edwin Bechstein hergestellt worden. Hitler lernte dort Houston Stewart Chamberlain kennen und wurde von Winifred Wagner ins Haus Wahnfried eingeladen, wo er dann eine Führung erhielt und das Grab Richard Wagners besuchte. Chamberlain bedankte sich wenig später in einem offenen Brief bei Hitler, der wiederum fortan regelmäßig Gast in Wahnfried wurde.

## Nach 1923
Nachdem NSDAP und SA infolge des gescheiterten Hitlerputsches vom 8. und 9. November 1923 verboten worden waren, die Nationalsozialisten nach ihrer Neugründung 1925 einen Legalitätskurs einschlugen und somit vorerst keinen Bedarf mehr an öffentlichen Demonstrationen paramilitärischer Stärke hatten, verloren die Deutschen Tage nach 1923, obschon sie noch vereinzelt stattfanden, an Bedeutung für die politische Entwicklung im Deutschen Reich.

### Halle 1924
Ein weiterer bedeutender Deutscher Tag wurde in Halle am 11. Mai 1924 veranstaltet. Anlass für das Treffen war die Enthüllung eines neuen Moltkedenkmals. Das alte war im vorherigen Jahr durch vier jugendliche Lehrlinge in die Luft gesprengt worden. Der Anstifter und Beschaffer des Sprengstoffs war ein 20-jähriger Arbeiter, der zwar in kommunistischen Organisationen tätig gewesen war, aber noch vor seiner Tat ausgeschlossen worden war und auf eigene Faust gehandelt hatte.

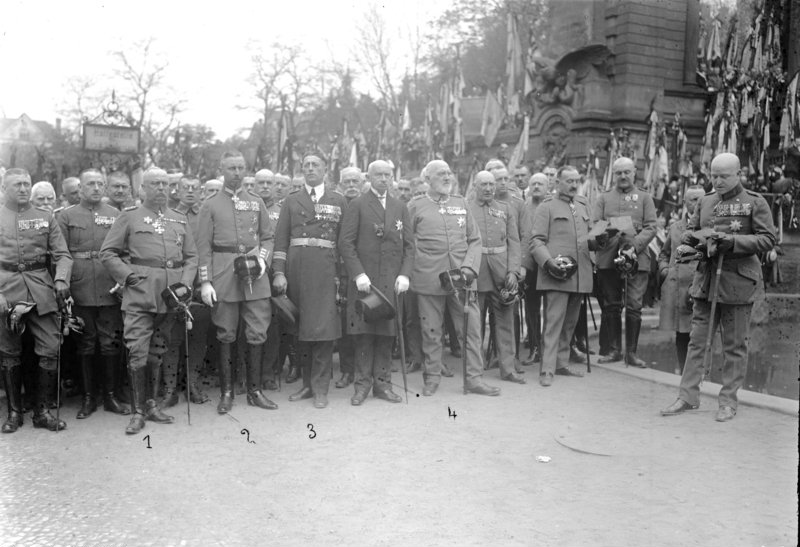
Erich Ludendorff 1, Oskar Prinz von Preußen 2, Felix Graf von Luckner 3, und Josias von Heeringen während der Feier

Hitler befand sich während des Deutschen Tages in Halle noch in Festungshaft, zu der er im „Hitler-Prozess“ verurteilt worden war. Nationalsozialisten und Völkische blieben bei dieser Veranstaltung im Hintergrund, stattdessen dominierte der Stahlhelm, dessen Führer Theodor Duesterberg in seiner Rede die erfolgreiche Bekämpfung des „roten Terrors“ auf der Straße durch die „nationalen Kreise“ herausstrich. Weitere prominente Anwesende waren Ludwig von Schröder, Reinhard Scheer, Felix Graf Luckner, August von Mackensen, Erich Ludendorff, Georg Maercker und Oskar Prinz von Preußen. Insgesamt nahmen etwa 100.000 Menschen teil, darunter auch – ohne dies den Behörden mitgeteilt zu haben – eine Abteilung der Reichswehr, ohne dass es dabei zu nennenswerten Zwischenstößen gekommen wäre.

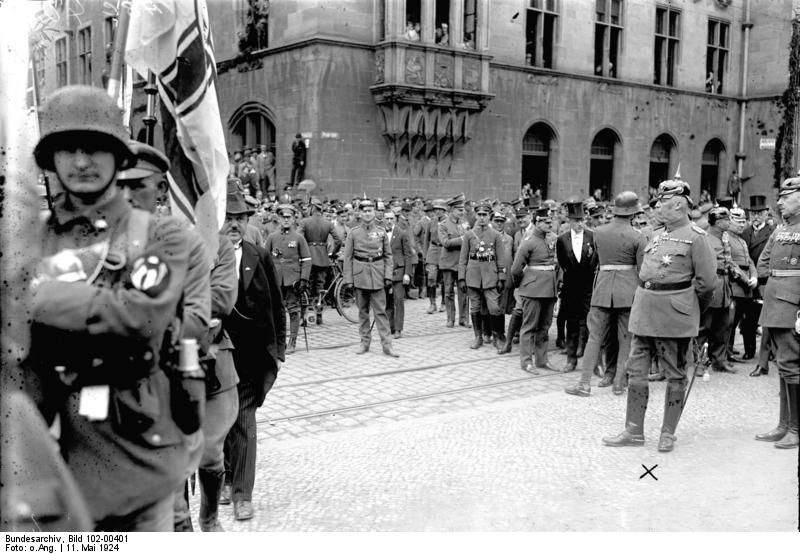
Ludendorff nach der Feier
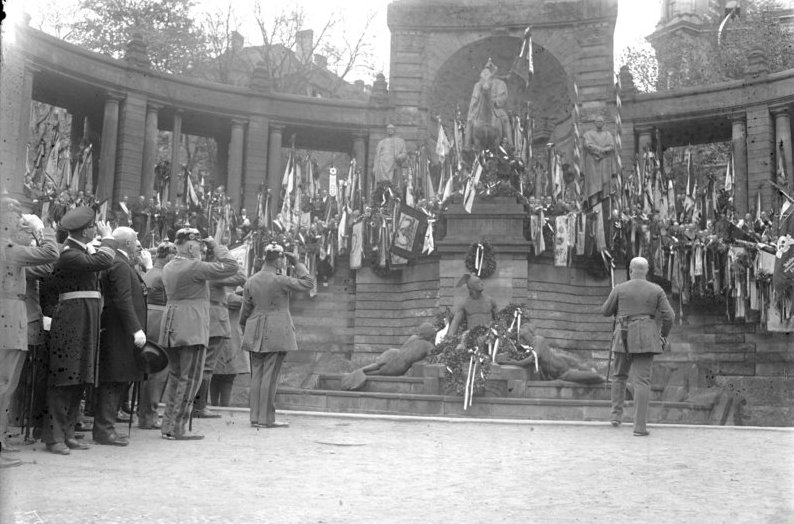
Einweihung des neuen Denkmals
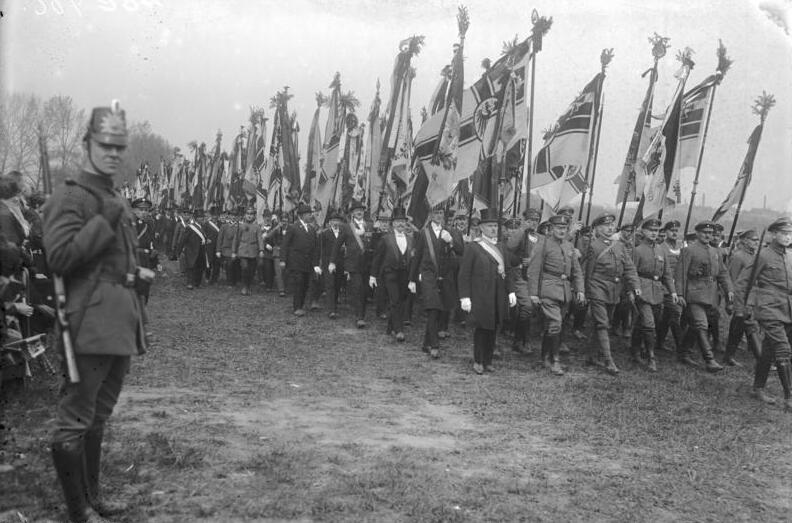
Aufmarsch der Verbände vor den Tribünen der Rennbahn
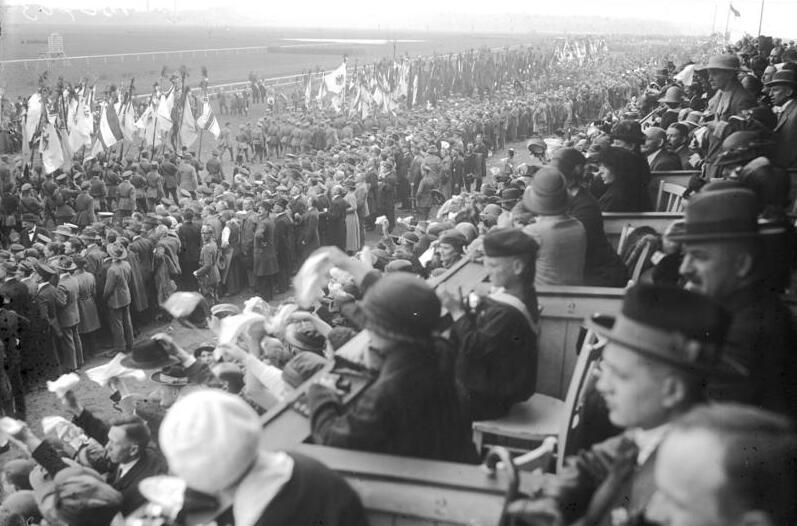
Aufmarsch der Verbände vor den Tribünen der Rennbahn

Dramatischer hingegen war der von der KPD initiierte Gegenaufmarsch. Zahlenmäßig insgesamt weit in der Unterzahl (weniger als 10.000), war ein Demonstrationszug von 2.000 Menschen von der Polizei nach Ammendorf dirigiert worden, wo es im Viertel Böllberg schließlich zu einem ca. 40 Minuten langen Feuergefecht zwischen Polizei und Kommunisten und mehreren Verletzten sowie mindestens einem Toten auf Seiten der Demonstranten (die Zahlenangaben weichen in den Quellen stark voneinander ab) kam, 467 Personen wurden festgenommen. Der „Blutsonntag“ von Halle wurde von Forschern der DDR lange irrigerweise als Grund für die Gründung des Roten Frontkämpferbundes ausgegeben, wobei es sich allerdings um einen Gründungsmythos handelt.
Des Weiteren kam es noch zur Produktion eines Films mit dem Titel „Der deutsche Tag in Halle (Moltke-Denkmalsweihe)“ durch die Firma M.K. Theater Max Künzel (Leipzig), der 1924 zunächst Jugendverbot und dann ein generelles Aufführungsverbot im Reich durch die Zensurstellen erhielt. Die Begründungen im Verbots- und Berufungsverfahren führten außen- wie innenpolitische Überlegungen an und hoben insbesondere auf die Tatsache ab, dass der Film den Eindruck vermittele, Stahlhelm und Reichswehr machten gemeinsame Sache.

### Bruchsal 1924
In Bruchsal fand ein Deutscher Tag am 11. und 12. Oktober 1924 statt. Veranstalter war die Deutsche Partei, eine Ersatzorganisation der verbotenen NSDAP. Unter den teilnehmenden Gruppen waren verschiedene völkische Organisationen, der Bund Wiking, der Wehrwolf, der Frontkriegerbund sowie der Jugendbund der Mannheimer DNVP. Zu den rund 2000 Teilnehmern zählten die späteren NSDAP-Funktionäre Robert Wagner, Walter Köhler und Franz Moraller. Wagner legte als Vertreter der Karlsruher Ortsgruppe des Frontkämpferbundes einen Kranz nieder und hielt eine Rede; Moraller trug antisemitische Spottgedichte vor. Ursprünglich sollte der Deutsche Tag Anfang August stattfinden, verzögerte sich aber durch interne Auseinandersetzungen. Der badische Innenminister Adam Remmele genehmigte die Veranstaltung Ende September unter strengen Auflagen. Die Polizei verhinderte weitgehend geschlossene Aufmärsche mit offenen Fahnen, was in Teilen der Bruchsaler Bevölkerung auf Kritik stieß. Der spätere Reichsstudentenführer Gustav Adolf Scheel, berief sich während seiner NS-Karriere als Beweis seiner frühzeitigen nationalsozialistischen Gesinnung 1934 stolz darauf, als Obertertianer am Bruchsaler Deutschen Tag teilgenommen zu haben.

## Ausland
Auch außerhalb des Reichs wurden Deutsche Tage begangen. Diese wurden von verschiedenen Organisationen von Auslandsdeutschen ausgerichtet und standen in keinem unmittelbaren Zusammenhang zu den Veranstaltungen im Reich, waren allerdings teilweise ebenfalls völkisch bzw. auch nationalsozialistisch geprägt.

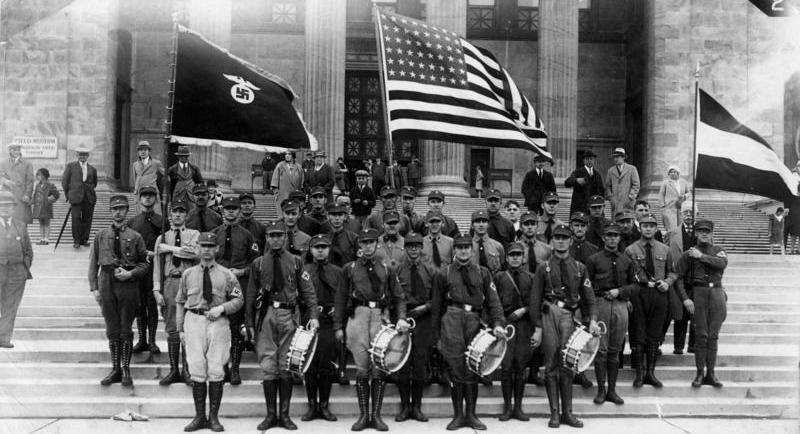
Feier zum Deutschen Tag, Gruppe uniformierter Männer (SA-Uniformen ähnlich) mit Hakenkreuzflagge und Sternenbanner vor dem Eingang des Field-Museums in Chicago (Mai 1931)

In New York City wurden Deutsche Tage von Deutschamerikanern seit 1901 gefeiert, wobei u. a. der Völkerschlacht bei Leipzig oder der Landung bei Germantown gedacht wurde. In St. Louis fanden German Days schon seit den 1880ern statt, die Anfang des 20. Jahrhunderts zu regelmäßigen Großveranstaltungen wurden. In Seattle war der Deutsche Tag am 18. August 1909 Teil der in der University of Washington stattfindenden Alaska-Yukon-Pacific Exposition, bei dem Turnübungen vorgeführt und Die Wacht am Rhein gesungen wurden und an dessen Teilnehmer Kaiser Wilhelm II. seine Glückwünsche per Telegramm übersenden ließ. Eine lange Tradition haben die Deutschen Tage in Chicago, die auch heute noch stattfinden und bei denen Friedrich Wilhelm von Steuben zu Ehren eine Parade abgehalten wird.
In Porto Alegre fanden Deutsche Tage von 1923 bis 1937 statt, bei denen Deutschbrasilianer u. a. der Reichsgründung gedachten sowie die brasilianische Nationalhymne und das Deutschlandlied (ab 1934 das Horst-Wessel-Lied) gesungen wurden. In Kanada fanden in den 1930ern eine Vielzahl von Deutschen Tagen statt, die meist völkisch oder nationalsozialistisch dominiert waren.
Auch die deutsche Minderheit im dänischen Nordschleswig hält einen Deutschen Tag ab. Hierbei handelt es sich um eine vom Bund Deutscher Nordschleswiger (BDN) organisierte Veranstaltung, die jährlich stattfindet. Als Festredner treten dort regelmäßig sowohl Bundes- als auch Landespolitikerinnen und -politiker aus Deutschland und Schleswig-Holstein auf. Dem Deutschen Tag wird ein Motto vorangestellt, das auf das Selbstverständnis der Minderheit hinweisen soll.